# Jonsza
Jonsza (hangul: 연사군, Jonsza-kun, handzsa: 延社郡, RR: Yŏnsa-kun, ’hosszan elterülő folyó (melletti) település’) megye Észak-Koreában, Észak-Hamgjong (Hamgyŏng) tartományban.
1952 decemberében választották le Muszan (Musan) megyéről és emelték megyei rangra.

## Földrajza
Délről Orang (Ŏrang) megye, délkeletről Kjongszong (Kyŏngsŏng) megye, keletről és északkeletről Muszan (Musan) megye, nyugatról pedig Rjanggang (Ryanggang) tartomány Tehongdan (Taehongdan) és Pegam (Paegam) megyéi határolják.
Legmagasabb pontja az 2540 méter magas Kvanmobong (관모봉; 冠帽峰, Kwanmobong).

## Közigazgatása
1 községből (up (ŭp)), 10 faluból (ri (ri)) és 1 munkásnegyedből (rodongdzsagu (rodongjagu)) áll:
| - Jonsza-up (연사읍; 延社邑, Yŏnsa-ŭp) - Kvangjang-ri (광양리; 廣陽里, Kwangyang-ri) - Namdzsak-ri (남작리; 南作里, Namjak-ri) - Rophjong-ri (로평리; 蘆坪里, Rop'yŏng-ri) - Szampho-ri (삼포리; 三浦里, Samp'o-ri) - Szamha-ri (삼하리; 三下里, Samha-ri) | - Szokszu-ri (석수리; 石水里, Sŏksu-ri) - Sinbuk-ri (신북리; 新北里, Sinbuk-ri) - Sindzsang-ri (신장리; 新章里, Sinjang-ri) - Jonszu-ri (연수리; 延水里, Yŏnsu-ri) - Phalszo-ri (팔소리; 八所里, P'also-ri) - Sinjang-rodongdzsagu (신양로동자구; 新陽勞動者區, Sinyang-rodongjagu) |

## Gazdaság
Jonsza (Yŏnsa) megye gazdasága a területén található rengeteg erdőnek köszönhetően a kezdetektől fogva erdőgazdálkodásra és famegmunkálásra épül. Így napjainkban legfőbb iparágai a bútorgyártás és építőanyag-ipar. Földrajzi adottságai miatt csupán a megye közel 4%-a alkalmas földművelésre, így a mezőgazdaság jelentősége csekély.

## Oktatás
Jonsza (Yŏnsa) megye egy erdészeti főiskolának, illetve ismeretlen számú általános iskolának, középiskolának, illetve egyéb oktatási és művelődési intézménynek ad otthont.

## Egészségügy
A megye ismeretlen számú egészségügyi intézménnyel rendelkezik, köztük egy megyei szintű kórházzal, egy ipari kórházzal, illetve helyi kórházakkal és prevenciós intézményekkel.

## Közlekedés
A megye közutakon a szomszédos megyék felől közelíthető meg. A megye vasúti kapcsolattal rendelkezik, a Pengmu (Paengmu) vasútvonal része.